# Uganda
Uganda je država u istočnoj Africi, bez izlaza na more. Graniči na sjeveru s Južnim Sudanom, na istoku s Kenijom, na jugu s Tanzanijom, na jugozapadu s Ruandom te na zapadu s DR Kongom.
Od 1971. do 1979. njome je vladao Idi Amin.

## Zemljopis
Odlika ugandskoga krajobraza je niz golemih mravinjaka uz ceste. Nazupčani i strmi mravinjaci dosežu često visinu od 4-5 m.

## Povijest
Prvi Europljanin koji je zakoračio u Ugandu bio je istraživač J.H. Speke 1854. godine. Potom su nadošli drugi pustolovi, kao Stanley koji je sklopio pogodnu s bugandskim kraljem Mutesom I. Bugande nisu imali samo kralja (kabaku), već i dvor, uređeno sudstvo, skupštinu (Veliki Lukiko) i viteški pravilnik. Nisu poznavali kotač ni pismo, ali jesu odjeću. Nisu znali tkati, ali su nosili obojeno i urešeno odijelo od kore drveta. Formirali su se kao složan narod još prije 1000. godine, a kraljevi iz jedne dinastije vladali su neprestano najmanje 400 godina. Bugande nisu odviše cijenili ljudski život. Kad je Speke Mutesi I. dao pušku, kralj ju je sam napunio i predao dvorjaninu naredivši mu izići i usmrtiti nekog čovjeka u vanjskom dvorištu. Dvorjanin je izvršio zapovijed, a istraživač nikada kasnije nije čuo da se itko zanimao kojeg je čovjeka lišio života.
Misionari su u Ugandu u velikim brojevima počeli pristizati nakon 1877. godine, najprije engleski protestanti pa francuski katolici. Već prije Spekea prodirali su arapski trgovci ostavljajući za sobom tragove islama. U početku Bugande nisu shvaćale razliku između katoličanstva i protestantizma, ali su zbog revnog djelovanja misionara postajali predani vjernici. Godine 1884. preminulog Mutesu I. naslijedio je sin Muanga. On je naredio ubiti Jamesa Hanningtona, prvoga protestantskog biskupa poslanog u zemlju, koji je pogriješio pristupivši zemlji sa sjevera. Staro proročanstvo je tvrdilo da će Uganda biti osvojena prodre li u nju stranac iz toga smjera. Hannington je ubijen 1885. godine. Od 1888. do 1891. vođeni su krvavi vjerski ratovi u kojima su Afrikanci katolici pljačkali i palili protestanske crkve, a Afrikanci protestanti jednako postupali u katoličkim crkvama. Pobijedili su protestanti, a Muanga je pobjegao s francuskim katolicima. Prethodno je Muanga dao pogubiti trinaest katolika i devet anglikanaca, među kojima se ističe sv. Karlo Lwanga.
U međuvremenu kapetan, budući lord Lugard, prodire u zemlju za račun Carskoga engleskog istočnoafričkog društva. Prodiranje društva bilo je miroljubivo, te su se tako Bugande kasnije ponosile činjenicom da nikad nisu vojnim putem osvojeni. Godine 1893. preuzela je engleska vlada Bugandu, a 1900. se proširila i na ostatak Ugande. To je učinjeno na osnovi ugovora koji je potpisala kraljica Viktorija, a Harry Johnston bio je poslan kao posebni povjerenik i začeo britansku kolonijalnu upravu.
Britanci su vremenom povećavali udio domorodaca u vlasti. U početku 1951. povećan je broj članova zakonodavnog tijela s 32 na 56 s 20 članova Afrikanaca umjesto dotadašnjih 8. Vlada protektorata pod guvernerom upravljala je cijelom zemljom, ali stara kraljevina i glavna provincija Buganda imala je svoju vlastitu afričku vladu na čelu s kabakom. Imenovala je članove Velikog Lukika i sve poglavice, ali britanski guverner imao je pravo veta.. Vani u pokrajini postojale su okružne (gumbolola) i kotarske (saca) uprave, također potčinjene kabaki. On je imao i osobnu vladu sastavljenu od triju ministara: Katikira (ministra predsjednika), Omulalucija (ministra pravde) i Omuvanika (ministra financija). Ovaj posljednji bio je i na dužnosti čuvara kraljevskoga pojasa. Dvojica od triju ministara morali su uvijek biti protestanti, a jedan katolik. Prema tradiciji novi se kabaka krunio na svetom mjestu blizu Budoa.
Kraljevsko imanje ležalo je iznad Mengoa, jednoga od kampalskih brježuljaka, a ograđeno je visokom ogradom od slonovske trave. Zgrada skupštine imala je limeni krov obrubljen slamom. Pod drvećem pred njom sjedili su bubnjari. Unutra u dvorani visjela je britanska zastava, a na dnu je stajalo uzvišenje pokriveno kožama leoparda i lavova. Iza njega se isticala bugandska zastava, plava sa žutim štitom na kojem je prikazan crveni lav. Sa svake strane visjele su fotografije kabakovih predaka, a između klupa išao je jedan dostojanstvenik noseći krvnikov mač, koji je imao sječivo u obliku mjeseca nasađenog na dugu drvenu ručicu. Mogao je služiti i kao koplje.
U britanski protektorat bila su uključena četiri stara kraljevstva: Buganda, Bunjoro, Toro i Ankole. Prije Drugoga svjetskog rata cjelokupni izvoz i uvoz zemlje iznosio je zajedno 7 000 000 funti godišnje, a 1954. godine dostiže desetorostruki iznos. Od cjelokupnih izdataka od 15 000 000 funti u godini 1952. utrošeno je 1 300 000 za školovanje, a 933 356 za zdravstvo u usporedbi s 566 000 dvije godine ranije. Zločini su bili veoma rijetki i tijekom kolonijalnoga doba u zemlji je bilo tek 250 britanskih policajaca. U Ugandi je djelovala Afrička trgovačka komora, u koju je bilo učlanjeno 11 000 Afrikanaca. Pod britanskom upravom u zemlji je stalno boravilo 530 Indijaca i samo 7 600 Europljana, mahom Britanaca. Od toga su čak 1 200 bili misionari. U sjedištu kolonije, gradu Entebeu, bilo je 350 bijelaca. Grad Kampala podignut je na sedmorima brježuljcima. Na jednom brježuljku sagrađena je anglikanska katedrala, na jednom rimokatolička crkva, a na jednom džamija. U njemu je 1922. osnovan koledž Merikiri, jedina škola na razini sveučilišta u kolonijalnom dobu između Khartouma i Johannesburga. Tamo je godišnje apsolviralo oko 250 Afrikanaca. Još ranije, 1906., u Budou nedaleko od Kampale podignut je Kraljev koledž prvotno namijenjen sinovima poglavica.
Pod britanskom upravom u Ugandi je bilo više od 250 000 bicikla, a prosječno je dolazio jedan na svakih 25 stanovnika. Dobar bicikl koštao je u Kampali 24 funte. Jedan pokazatelj koliko je za afričke prilike neuobičajen promet bicikla bio značajan jest val krađa, u kojem je 1953. godine u zemlji otuđeno 1 298 bicikla. Bojeći se otcjepljenja, Britanci su 30. studenog 1953. obavijestili kabaku da je njegova vlast okončana i zrakoplovom ga odvezli u London. Potkraj 1954. Britanci su se povukli i objavili kako će se kabaka nakon izvjesnog vremena moći vratiti doma uz uvjete da Buganda ostane u sastavu Ugande i da kabaka primi demokratski ustavni poredak.  16. studenog iste godine britanski guverner sazvao je Veliki Lukiko i objavio kako će devet mjeseci nakon stupanja na snagu ustavnih reformi biti omogućeno odlučiti hoće li izabrati novog kabaku ili primiti natrag sadašnjega starog. Guverner zbog bijesa ugandskih separatista nije mogao odjednom pročitati od jedne do dviju rečenica svoga govora, a kad je odlazio automobil su mu gađali kamenjem.

## Stanovništvo
Prema UN-ovoj procjeni Uganda ima 2005. godine oko 28,324,000 stanovnika i 63 raznih etničkih zajednica uključujući 28,000 Engleza, 164,000 Hindusa, 7,600 Arapa, 900 Francuza, 27,000 Konkana i 257,000 Gudžarata. Ostalo stanovništvo pripadaju domaćem crnačkom stanovništvu koje pripada skupinama Bantu, Sudanskim crncima, zatim skupine Nilota i nešto Pigmeja, organizirani su po plemenima čija je najveća grupa narod Ganda 3,682,000; Chiga 2,176,000; Lango 1,562,000; Masaba 1,250,000; Ankole 2,483,000, Hutu 1,517,000; Acholi 1,227,000, Teso 1,339,000; Soga 2,153,000. Ostale grupe broje manje od 1,000,000 ljudi, to su: Alur, Banyoro, Bari, Amba, Bwisi, Gungu, Gwere, Haya, Hema, Hima, Kakwa, Kamba, Karamojong, Kenyi, Kikuyu, Kongo, Konjo, Kumam (Nilotsko pleme), Lendu, Lingala, Lugbara, Luhya, Luo, Ma'adi, Mangbetu, Mening, Nande, Nyole, Okebi, Twa pigmeji, Ruruli, Sebei, Swahili, Teuso, Tooro, Topotha, Tutsi.

## Gospodarstvo
Prva bolnica u Ugandi otvorena je u mjestu Mengo 1897. godine, od strane misionara. Odmah potom bolnicu je dobila i Kampala. Mreža bolničkih ustanova kasnije se proširila, pa je počela borba protiv nekih bolesti, osobito lepre od koje je u prvoj polovini 20. stoljeća bolovalo oko 80 000 žitelja. U kolonijalnom dobu bilo je 50 000 privatnih posjednika, a izvoz kave i pamuka činili su 90 % ugandskoga izvoza. Postojale su po jedna tvornica tekstila i cementa. Samo 5 % domorodačkog pučanstva radilo je u upravi i primalo plaću od države. Godine 1959. bilo je u Ugandi 1 500 zadruga, čiji je godišnji promet iznosio preko 14 000 000 funti. Zadruge su preuzele i deset velikih čistionica pamuka.

## Religija
Velika većina Ugandaca su kršćani (77,8%), najviše katolici (41,9%), zatim slijede protestanti (35,9%). Ostatak su muslimani, hinduisti, bahaisti.

## Kultura
Uganda sa svojim šarolikim stanovništvom različitog porijekla nema jedinstvenu kulturu, ali se može govoriti o četiri tipa različitih kultura domaćeg stanovništva. 
-50% pučanstva čine Bantu crnci koji nastanjuju južne dijelove zemlje, oni su i najranija grupa koja je pristigla u Ugandu. Plemena što pripadaju Bantuima u Ugandi su Baganda, Banyoro, Basoga, Bagishu, Banyankore ili Banyakole, Bakiga, Batooro ili Tooro, Bakonjo ili Konjo, Bamba, Bagishu, Basamia-Bagwe, Bakenyi ili Kenyi, Baruli i Banyole. Bantua ima i u središnjim te istočnim dijelovima zemlje. Po svojoj boji puti, mnogo su svjetliji od Sudanskih crnaca. 
-Lugbara, Madi, Okebu, Bari i Metu glavni su predstavnici tamnoputih Sudanaca, a i njihovi jezici im imaju drugačije porijeklo od bantu jezika. 
-Istočnosudansku grupu zastupaju narodi Lango iz grupe Nilota kojoj pripadaju plemena Lango, Karamojong, Iteso, Kuman i Kakwa). Oni su se kao jedan narod doselili iz Etiopije, nastanili se u raznim krajevima zemlje, što je dovelo do različitosti među njima. Tako je pleme Sebei po kulturi i staništu postalo planinskim Nilotima, i čija je glavna kulturna karakteristika uzgoj velikih stada stoke.  
Luo su druga grupa Nilota, nastanjeni u južnom Sudanu. Glavne grupe su im Acholi, Alur, Jonam i Jophadola. Narod Basamia što se povezuje s Luoima, u stvari su Bantui. 
-Pigmejci, maleni crnčići, pripadaju skupinama Bambuti (Mbuti) i Batwa ili Twa, ljudi su kamenog doba, koji žive od lova sakriveni duboko u džungli.

## Hrvati u Ugandi
U Ugandi djeluje hrvatski kršćanski misionarski centar Centar Otac Vjeko u misiji Kiwumu, župi s 20 000 vjernika. Ravnatelj je fra Ivica Perić.